# Pongola (Sudafrica)
Pongola  è un centro abitato del Sudafrica, situato nella provincia del KwaZulu-Natal, sede amministrativa e legislativa della Municipalità locale di uPhongolo.